# Bésignan
Bésignan là một xã thuộc tỉnh Drôme trong vùng Auvergne-Rhône-Alpes đông nam nước Pháp. Xã Bésignan nằm ở khu vực có độ cao từ 437-963 mét trên mực nước biển.